# Euselasia manoa
Espèce
Euselasia manoa est un insecte lépidoptère appartenant à la famille  des Riodinidae et au genre Euselasia.

## Dénomination
Euselasia manoa a été nommée par Christian Brévignon en 1996

## Description
Euselasia manoa est de couleur cuivrée,  avec aux antérieures une ligne orange séparant une partie basale et une partie distale. Aux postérieures cette ligne se continue délimitant une partie basale cuivrée unie et une partie ornée d'une fine ligne submarginale gris métallique doublée d'une ligne de points noirs surmontés d'une longue marque orange trois et au milieu de la ligne un très gros ocelle noir entouré d'orange. Le revers est noir.

## Biologie
Elle est mal connue.

## Écologie et distribution
Euselasia manoa est présent uniquement en Guyane.

### Biotope
Il réside dans la forêt tropicale.